# USS Anzio (CVE-57)
Pour les autres navires du même nom, voir USS Alikula Bay et USS Coral Sea.
Pour les autres navires du même nom, voir USS Anzio.
L'USS Anzio (ACV/CVE/CVHE-57) est un porte-avions d'escorte de classe Casablanca en service dans l'US Navy durant la Seconde Guerre mondiale.
Initialement désigné Alikula Bay, sa quille est posée en vertu du contrat de la United States Maritime Commission le 12 décembre 1942 au chantier naval Kaiser Shipyards de Vancouver, dans l'État de Washington. Rebaptisé Coral Sea le 3 avril 1943, il est lancé le 1er mai 1943, parrainé par Mme Martha Fletcher, épouse de l'amiral F. J. Fletcher ; et mis en service à Astoria (Oregon) le 27 août 1943 sous les ordres du capitaine Herbert W. Taylor.

## Historique
Le Coral Sea a pris part à des opérations navales soutenant des attaques contre les îles Gilbert, aux frappes sur l'île Makin et à l'assaut de Kwajalein. Après un bref répit à Hawaï en mars 1944, le navire se dirige vers l’ouest pour soutenir les forces à Emirau. Il participe également à la reprise de la Nouvelle-Guinée et fournit un appui aérien aux forces américaines débarquées en juin 1944 dans les Mariannes. À la fin de juillet 1944, il est renvoyé aux États-Unis pour une révision. En septembre 1944, le navire est rebaptisé Anzio, en hommage à la ville portuaire italienne du même nom envahie par les forces alliées plus tôt dans l'année.
À la mi-septembre, l'Anzio est de nouveau opérationnel et débute des missions de lutte anti-sous-marine. Il retrouve le combat au début de 1945 en apportant son soutien aux assauts d'Iwo Jima et d'Okinawa. En mai 1945, le navire reprend ses missions de lutte anti-sous-marine au large d'Okinawa.
Il conduit des missions similaires à quelques centaines de kilomètres de Tokyo tout en soutenant des raids aériens sur l'archipel japonais. Après la capitulation du Japon, le navire participe à l'opération Magic Carpet, acheminant des troupes en Corée et aux États-Unis. L'Anzio est retiré du service actif et placé en réserve à Norfolk en août 1946, rebaptisé CVHE-57 le 15 juin 1955, avant d'être vendu pour démolition le 24 novembre 1959.

## Décorations
Le Coral Sea / Anzio a reçu la Presidential Unit Citation et neuf battles stars pour son service pendant la Seconde Guerre mondiale.
Le secrétaire à la Marine félicita les hommes d’équipage de l'Anzio « pour leur remarquable héroïsme lors des affrontements contre les forces japonaises ennemies dans les airs, sur terre et à flot ; opérant dans les zones les plus avancées ».